# 璜·迪耶哥·安荷羅尼
璜·迪耶哥·安荷羅尼（Juan Diego Angeloni，1978年6月24日—）是一名阿根廷射擊運動員，曾代表國家參加2012年倫敦奧運的男子50米步槍臥射比賽，並未獲得獎牌。